# Sophia Schneiderová
Sophia Schneiderová (* 12. září 1997 Traunstein) je německá reprezentantka v biatlonu.
Biatlonu se věnuje od roku 2009. Ve Světovém poháru debutovala v listopadu 2020 v Kontiolahti, kde ve sprintu dojela na 87. místě.
Ve své dosavadní kariéře nezvítězila ve Světovém poháru v žádném individuálním závodě. Jednou triumfovala jako členka německé štafety. Jejím doposud nejlepším individuálním umístěním je páté místo  z vytrvalostního závodu z Östersundu z listopadu 2023. 
Na oberhofském Mistrovství světa 2023 získala stříbrnou medaili jako členka německé ženské štafety.

## Výsledky

### Olympijské hry a mistrovství světa
| Sezóna  | D  | Místo                | SP  | SZ  | HZ  | IZ  | ŠT | SŠT | SZD | Věk    |
| ------- | -- | -------------------- | --- | --- | --- | --- | -- | --- | --- | ------ |
| 2022/23 | MS | Oberhof              | 7.  | 5.  | 27. | 13. | 2. | 6.  | –   | 25 let |
| 2023/24 | MS | Nové Město na Moravě | 28. | 37. | –   | –   | 3. | –   | –   | 26 let |
| 2024/25 | MS | Lenzerheide          | 11. | 23. | 28. | –   | 5. | –   | –   | 27 let |

Poznámka: Výsledky z olympijských her a mistrovství světa se do hodnocení světového poháru nezapočítávají.

## Vítězství v závodech světového poháru

### Kolektivní
| Č. | sezóna    | datum          | místo               | disciplína |
| -- | --------- | -------------- | ------------------- | ---------- |
| 1. | 2024/2025 | 18. ledna 2025 | Ruhpolding, Německo | štafeta    |